# Phenacorhamdia hoehnei
Phenacorhamdia hoehnei és una espècie de peix de la família dels heptaptèrids i de l'ordre dels siluriformes.

## Morfologia
Els mascles poden assolir els 3 cm de llargària total.

## Distribució geogràfica
Es troba a Sud-amèrica: conca del riu Paraguai al Brasil.